# Шмидт, Генрих (актёр)
Генрих Шмидт (нем. Heinrich Schmidt; 27 сентября 1779, Веймар — 14 апреля 1857, Вена) — австрийский театральный актёр и театральный режиссёр

, историк литературы немецкого происхождения.
Окончил Веймарскую гимназию, в 1798 году поступил в университет Йены, где изучал философию. Был режиссёром театра Эстергази в Эйзенштадте, потом (с 1815 года) режиссёром театра в Брюне (ныне Брно); умер в Вене.
От него остались «Erinnerungen eines Weimarer Veteranen aus dem geselligen, literarischen und Theaterleben» (Лейпциг, 1856), представляющие интересные данные для ознакомления с цветущим периодом немецкой литературы.